# Angara (geslacht)
Angara is een geslacht van rechtvleugeligen uit de familie sabelsprinkhanen (Tettigoniidae). De wetenschappelijke naam van dit geslacht is voor het eerst geldig gepubliceerd in 1891 door Karl Brunner-von Wattenwyl.

## Soorten
Het geslacht Angara  is monotypisch en omvat slechts de volgende soort:
- Angara albofasciata (Brunner von Wattenwyl, 1891)